# Ценко Микола
Микола Ценко (* 10 травня 1910 — † 14 вересня 1995) — громадський діяч, благодійник родом зі Сколівщини (Галичина). За освітою правник.

## Життєпис
Народився в селі Нижнє Синьовидне на Сколівщині 10 травня 1910 року в багатодітній родині — мав 10 братів та сестер.
У Львові закінчив юридичні студії; згодом у місті Лева вів адвокатську практику.
У 1936—1939 роках — активний член товариства «Відродження» у Львові, яке в той час вело боротьбу з палінням та алкоголізмом.
У 1940—1944 роках — керівник організаційного відділу Українського Крайового Комітету (УКК), а згодом Українського центрального комітету (УЦК) у Львові та Кракові.
Після Другої світової війни у 1945—1949 роках — комендант українського табору переміщених осіб «Леопольд Касерне» (нім. Leopold Kaserne) в Байройті, Німеччина.
З 1949 року на еміграції в Австрії, Німеччині та США, де родина Ценків відкрила агенцію нерухомості.
Після смерті дружини 1980 року Микола Ценко решту свого життя присвятив благодійній діяльності. Протягом 8 років був постійним спонсором Конкурсу бібліографічної праці при Гарвардському університеті, заснованому в січні 1980 року Мартою Тарнавською, незмінно жертвуючи 1 тис. доларів на його проведення. 1982 року разом з сином став співзасновником Фундації «Ценко — Добро Творити».
1983 року від Окружної ради відділів «Провидіння» входив до складу філадельфійського Комітету для вшанування жертв голодомору 1932—1933 років в Україні.
Брав активну участь у діяльності Злученого Українського Американського Допомогового Комітету (ЗУАДК), у 80-х роках головував у ньому; у роботі Комісії регіональних дослідів і публікацій (КРДП), представляючи декілька регіональних комітетів. Неодноразово дарував картини для щорічної лотереї під егідою Світової федерації українських жіночих організацій (СФУЖО).
Був членом сьомого куреня Уладу Пластунів Сеньйорів (УПС) ім. Андрія Войнаровського. Здобув ступінь пластуна — сеньйора довір'я. У Пласті був відомий як «курінний друг Рамзес».
Був членом 422-го відділу братсько-допомогового Українського Народного Союзу.

Під час благодійної акції з відправлення зі США до Української РСР 50 тонн мила, з яких 40 тонн дарували три великі американські компанії: Unilever — 20 тонн, Colgate-Palmolive та Procter & Gamble — по 10 тонн, решту жертвувала українська громада. Порт Камдена (Нью-Джерсі), перед відпливом (зліва): капітан радянського корабля «Свердловськ» Євгеній Ільїн, колишній політв'язень Петро Рубан, благодійник д-р Микола Ценко, представниця філадельфійського Комітету Оборони Національних і Людських Прав України Уляна Мазуркевич, репортер Ярослав Татомир, представниця Комітету Тамара Стадниченко-Корнелізон, конгресмен Курт Велдон та громадський діяч Роман Завицький. 1 травня 1990 року.

12 грудня 1992 року під час 15-х загальних зборів ЗУАДК Микола Ценко порадив запропонувати всім 127 делегатам, які мають 100 тис. доларів заощаджень або більше, створювати благодійні фундації, «щоб їх тяжко запрацьовані гроші не пропали, … процентувалися б і творили б нові фонди».
14 вересня 1995 року у Філадельфії на 86-му році життя Микола Ценко відійшов у вічність. 22 вересня відбулася громадянська панахида, 23 вересня — похоронні відправи в Церкві Царя Христа у Філадельфії. Похований на цвинтарі святої Марії у Фокс Чейзі.

## Благодійні фундації

### «Ценко— Добро Творити»
1982 року громадський діяч Микола Ценко разом з сином Олексієм став засновником Фундації «Ценко — Добро Творити». Її створення було присвячене 90-літтю Блаженнійшого Патріарха Йосифа та пам'яті дружини і матері — Володимири.
В грудні 1984 року фундацію було збільшено та закріплено при Релігійному Товаристві «Свята Софія», створено окрему комісію для розподілу відсотків з фундації. За власним бажанням засновники не ввійшли до складу комісії, а стали тільки дорадниками.
На 1988 рік комісія, очолювана Романом Осінчуком, складалася з сімох членів й оперувала відсотками з коштів фонду, який становив 72 762 долари. За чотири роки діяльності комісії було виплачено 23 170 доларів на допомогу українцям в багатьох країнах — стипендії семінаристам і студентам-богословам; студентам літніх курсів з Польщі на гуртожиток, які студіювали в Римі; дяковчительські курси; виховання священників та будову дому молоді в Югославії; катехизацію та будову осередку молоді в Аргентині; Інститут дослідів переслідування релігії в Україні; будову бурси у Білому Борі; виховну діяльність української молоді в Перемишлі; Український Маріянський Музей при Дейтонському університеті; щорічні дотації на чотири українські католицькі церкви —Собор Святої Софії в Римі (Італія), Церква Успіння Пресвятої Богородиці в Лурді (Франція), в Канберрі (Австралія), Церква Богородиці в Ітапарі (Бразилія); Світова федерація українських жіночих організацій (журнал «Українка в світі») та на одноразову допомогу трьом парафіям в Аргентині.
У травні 1992 року в приміщенні Філії Українського Католицького Університету (УКУ) ім. св. Климента відбулося засідання з нагоди 10-ліття Фундації. Фонд благодійної фундації становив 114 872.83 долара, а залишок до розподілу по розрахунках і виплатах із відсотків від капіталу — 8 468.76 долара. Він був розподілений для Пласту в Україні, Пласту в Польщі, для радіотрансляції «Голос мирян» у Філадельфії, для студентів УКУ в Римі , для 15-х семінаристів Прудентополіса в Бразилії, для школярів у Перемишлі.
17 червня 1993 року на нараді комісії повідомлено, що за час існування фундації надано допомоги на важливі почини, зокрема для розвитку українського релігійного та громадського життя, на суму, яка перевищує 63 тис. доларів. Співзасновники фундації, з огляду на зменшення відсотків від капіталу, вирішили виділити особисті фонди через Товариство «Свята Софія» на видання для України повісті «Михайлик» Марії Дмитренко тиражем 200 тис. примірників; придбання та розбудову амбасади України у Вашингтоні; розбудову Пласту в Україні; будову пам'ятника Тарасові Шевченку у Львові та інше.

### Фундація для збереження української молоді в діаспорі
1989 року разом з сином Олексієм створив при Релігійному Товаристві «Свята Софія» Фундацію для збереження української молоді в діаспорі з основним фондом 10 тис. доларів, який згодом зріс у декілька разів завдяки пожертвам благодійників. Головна мета — збереження національної ідентичності української молоді, яка мешкає поза межами України, через фінансування різних курсів, фестивалів, літніх і зимових таборів, праці аматорських гуртків, творення літератури для молоді тощо.

## Родина
1942 року одружився з Володимирою Гардецькою (* 1923 — † 11 червня 1980) з села Криворівня на Гуцульщині. 3 січня 1944 року в них народився син Олексій.